# Palaiargia charmosyna
Palaiargia charmosyna är en trollsländeart. Palaiargia charmosyna ingår i släktet Palaiargia och familjen dammflicksländor.

## Underarter
Arten delas in i följande underarter:
- P. c. charmosyna
- P. c. cyclopica
- P. c. miniata